# Warpaint Live
Warpaint Live è un album dal vivo del gruppo musicale statunitense The Black Crowes, pubblicato dalla Eagle Records nel 2009.

## Tracce
Testi e musiche di Chris Robinson e Rich Robinson, eccetto dove indicato.
Disco 1
1. Goodbye Daughters of the Revolution – 5:20
2. Walk Believer Walk – 4:55
3. Oh Josephine – 7:59
4. Evergreen – 4:21
5. Wee Who See the Deep – 7:35
6. Locust Street – 4:14
7. Movin' On Down the Line – 7:58
8. Wounded Bird – 4:39
9. God's Got It – 4:26 (Rev. Charlie Jackson)
10. There's Gold in Them Hills – 5:04
11. Whoa Mule – 6:53

Disco 2
1. Poor Elijah - Tribute to Johnson – 5:52 (Delaney Bramlett, Jim Ford, Leon Russell)
2. Darling of the Underground Press – 4:25
3. Bad Luck Blue Eyes Goodbye – 7:56
4. Don't Know Why – 5:17 (Bonnie Bramlett, Eric Clapton)
5. Torn and Frayed – 5:16 (Mick Jagger, Keith Richards)
6. Hey Grandma – 4:13 (Jerry Miller, Don Stevenson)